# 디오니소스

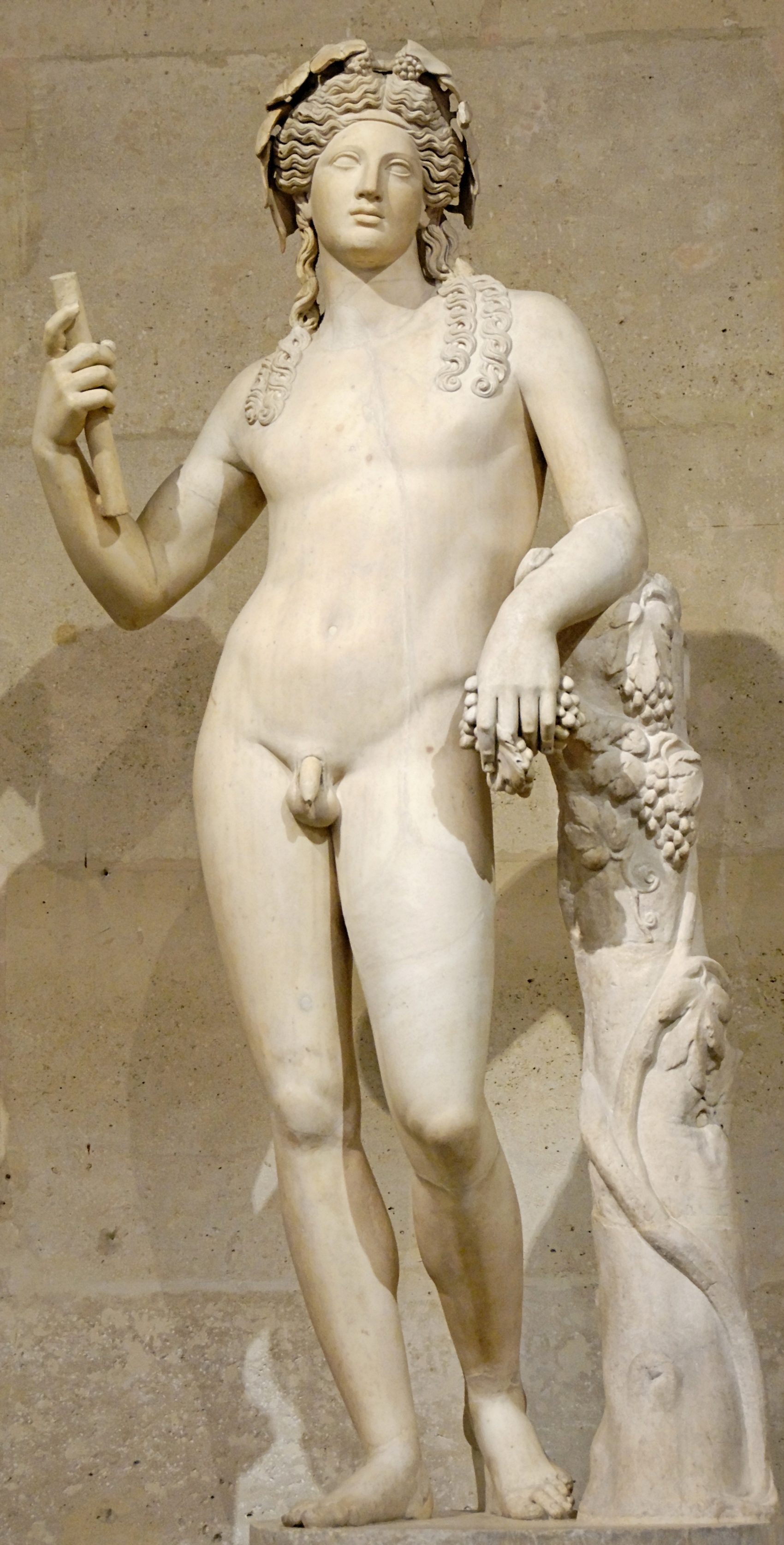
디오니소스를 묘사한 2세기 로마 조각상, 헬레니즘 시대 원본을 바탕으로 제작됨 (리슐리외 추기경 구 소장품, 현재 루브르 박물관 소장)

디오니소스(Διόνυσος, Dionȳsos, Dionysos, Dionysus)는 고대 그리스 신화의 포도주와 풍요, 포도나무, 광기, 다산, 황홀경, 연극의 남신이며, 죽음과 재생의 남신으로 분류되기도 한다. 제우스와 세멜레의 아들이고 아리아드네의 남편이다. 로마 신화의 바쿠스(Bacchus)에 해당한다. 로마 신화에서는 리베르라는 풍요의 남신과 동일시되기도 하였으며, 이집트 신화의 오시리스, 프리기아 신화의 사바지오스와 동일시되기도 하였다.

## 도상

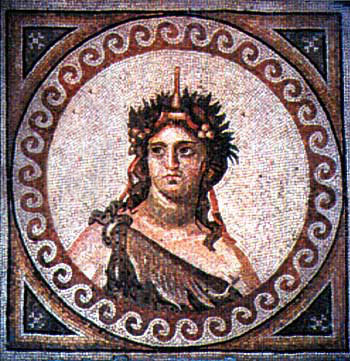
안티오케이아에서 발견된 디오니소스의 모자이크, 2-3세기경.

### 상징
디오니소스의 초기 숭배 당시 모습은 수염을 기르고 긴 옷을 입은 성인 남성으로 묘사되었다. 그러나 나중에는 수염이 없고, 육감적이며, 보통 발가벗고 있는 양성적인 모습의 젊은이로 묘사된다. 고대 그리스의 문헌에서는 종종 그를 "여자같은" 혹은 "여성스러운 남자"로 묘사한다. 완전히 발달된 형태로, 그의 중심적인 숭배 이미지들은 마치 유명하고 문명화된 국경 너머의 어딘가에서 온 것처럼 그의 의기양양하고 무질서한 도착과 귀환을 보여준다. 그의 행렬은 거친 여성 추종자들(마이나스)과 발기 상태의 턱수염을 기른 사티로스들로 구성되어 있다. 구성원 중 일부는 티르소스로 무장하고 있으며 춤과 혹은 음악을 연주한다. 신 자신도 전차에 타고 있는데, 대개 사자나 호랑이 같은 이국적인 짐승들이 끌고 다니며, 때로는 턱수염을 기르고 술에 취한 실레노스가 참석하기도 한다. 이 디오니소스는 전통적인 사회에 속하지 않는 사람들의 수호자이자 도시의 종교로 대표되며, 따라서 그는 인간의 이성을 벗어나고 예측 불가능한 신의 행동에 기인할 수 있는 혼란스럽고 위험하고 예상치 못한 모든 것을 상징한다.
상징 동물은 표범, 사자, 호랑이, 염소, 황소, 여우, 뱀, 돌고래, 노새 등이며, 상징 식물은 포도, 사과, 무화과, 딸기, 아이비 등이다. 끝에 솔방울이 달려있고, 담쟁이 덩쿨로 둘러싼 티르소스라는 지팡이를 들고 다니며, 다른 한 손에는 술잔, 풍요의 뿔을 쥐고 있기도 한다.

## 계보와 유래
호메로스의 《일리아스》(14편 325)에 따르면 제우스와 세멜레 사이에서 태어났다. 헤시오도스 역시 신통기 940-942에서 세멜레를 디오니소스의 어머니로 전하고 있다.
이름의 어원은 디오스 (Διός, 제우스의 소유격) + 뉘소스 (νυσος - 학자에 따라
서는 σνυσος를 뒷뿌리로 잡기도 한다). 그러나 뉘소스가 어디에서 왔는지 확실치가 않다.
디오니소스의 유래 장소에 관해서는 학자들 간에 일치된 의견은 없다. 미케네 문명에서 유래했다는 설이 있는가 하면, 테베에서 숭배된 신이라고 보는 학자도 있다. 일반적으로 디오니소스는 에게해 연안의 고대 그리스의 여러 부족들 사이에서 일찍부터 새로운 계절의 활력을 가져다 주는 신으로 숭배된 것으로 보이며, 기원전 8세기를 전후로 고대 그리스 신화가 틀이 잡히면서 널리 알려지고, 디오니소스를 둘러싼 여러 가지 신화가 생겨난 것으로 보인다. 디오니소스의 출생에 얽힌 이야기는 오늘날 주로 에우뤼피데스의 비극 박카이를 통해 잘 알려져 있다.

## 신화

### 탄생 및 부활
제우스와 테베의 공주 세멜레의 아들로 나온다. 헤라는 제우스의 내연녀인 세멜레를 무척 미워하였다.
헤라는 세멜레에게 복수하기 위해 유모로 변신하여 그녀에게 접근한다. 헤라는 세멜레로 하여금 자신의 애인이 정말 제우스가 맞는지 의심하도록 만들었다.
헤라의 속임수에 넘어간 세멜레는 제우스에게 본모습을 보여달라고 부탁했고, 스틱스 강에 맹세한 제우스는 어쩔 수 없이 그녀에게 본모습을 드러낸다. 그러나 제우스가 신의 모습을 드러내자 세멜레는 공포에 떨며 그 광채에 타 죽어버린다. 세멜레는 제우스의 아이를 임신한 상태였는데, 제우스는 타 죽어버린 세멜레의 자궁에서 태아를 꺼내 자신의 허벅지에 꿰매 넣고 기른다. 달이 차고 허벅지에서 아이가 태어나자 제우스는 아이의 이름을 '디오니소스'라 짓는다.
디오도로스 시켈로스가 따르는 크레타 신화에 의하면, 디오니소스는 제우스와 지하세계의 여왕인 페르세포네의 아들이었다고 한다.

### 성장 및 헤라의 분노
신화에 따르면, 제우스는 갓 태어난 디오니소스를 헤르메스에게 맡긴 뒤, 뉘사 산의 님프들에게 양육을 부탁했다고 한다. 제우스는 님프들에게 디오니소스를 여자처럼 키우라고 부탁하였다. 제우스는 디오니소스를 정성껏 돌봐준 뉘사 산의 님프들을 휘아데스 성단으로 만들었다고 한다.
또 다른 전승에서는 헤르메스(혹은 제우스)가 디오니소스에게 여자 아이의 옷을 입히고 세멜레의 언니인 이노에게 맡겼다는 것이다. 제우스는 이노에게 양육을 부탁하며 헤라의 눈을 피하고 디오니소스를 소녀처럼 키우라고 말한다. 디오니소스는 제우스의 말대로 이노의 집에서 여장을 하고 소녀처럼 길러진다.
그러나 이 사실을 안 헤라가 이노의 남편인 아타마스에게 광기를 불어 넣는다. 아타마스는 평소에 사냥을 즐겼는데, 집에 큰 사슴이 들어온 것을 보고는 화살을 쏴 죽여 버렸다. 그러나 그가 죽인 것은 아들 레아르코스였다. 광기에 사로잡혀 제 아들을 사슴으로 착각한 것이었다. 광기에 미쳐버린 아타마스는 레아르코스의 시체를 갈기갈기 찢었다. 그는 아내인 이노와 아들 멜리케르테스마저 죽이려고 달려 들었다. 이노는 아타마스로부터 도망쳐 멜리케르테스를 안고 바다에 몸을 던져 죽어버린다.
일설에 의하면 제우스는 아들 디오니소스를 키워준 보답으로 바다에 몸을 던진 이노를 레우코테아 여신으로, 멜리케르테스를 팔라이몬으로 만들었다고 한다. 다른 설에서는 이노도 광기에 미쳐버려 끓는 물이 든 냄비에 멜리케르테스를 넣고 죽인 뒤, 그 시신을 품고 돌아다녔다고 전해진다. 한편 디오니소스는 새끼 염소로 변신하여 정원을 돌아다니고 있었는데, 헤르메스에 의해 구출 되었다는 설도 있고, 자신도 광기에 미쳐 방황하다 여신 레아에 의해 광기가 풀렸다는 설도 있다.

## 디오니소스에 얽힌 신화

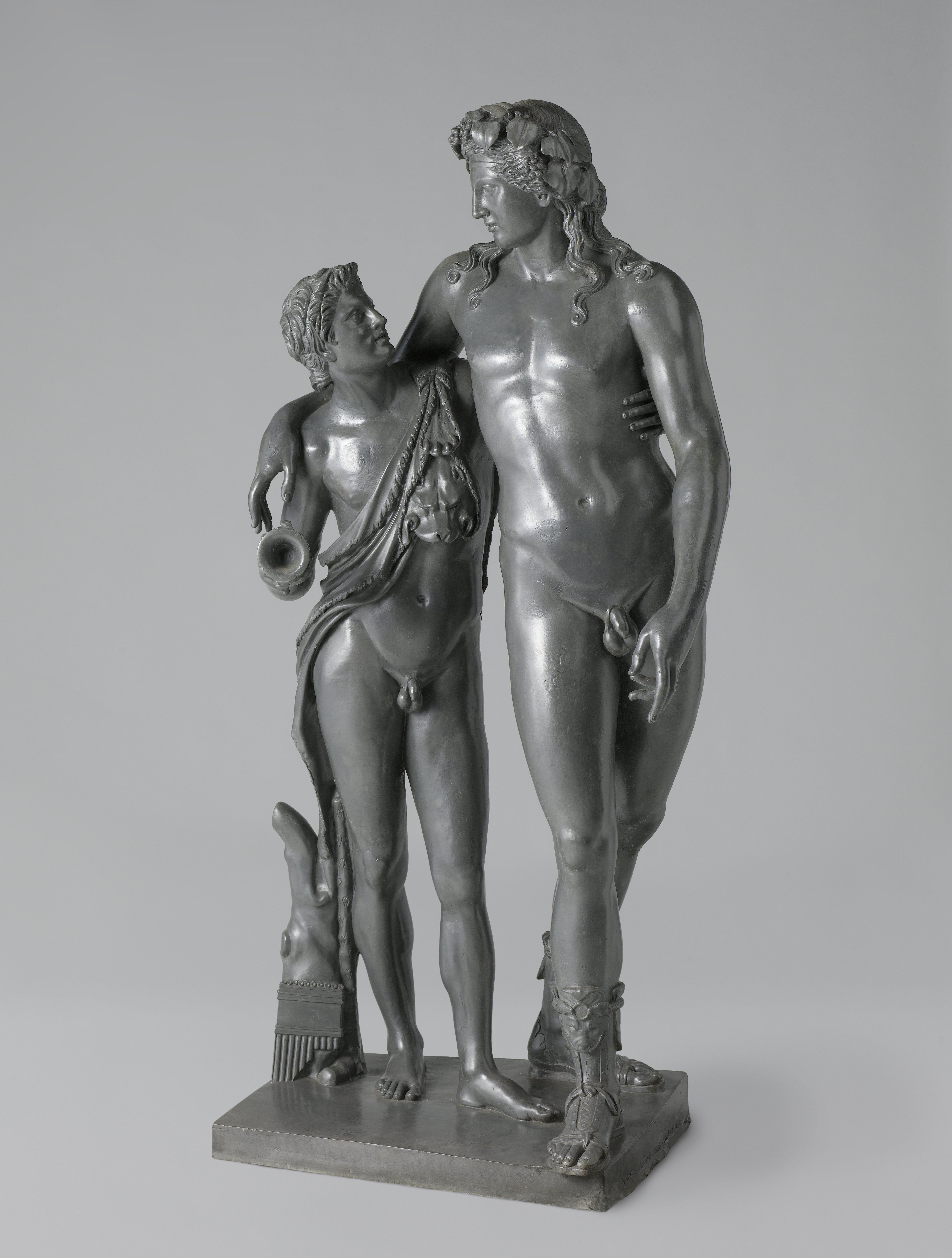
디오니소스와 암펠로스 - 프란시스코 라이거티 (1782년)

### 미다스
리지아의 왕 미다스는 디오니소스의 스승이면서 양부인 실레노스를 잘 보살펴준 대가로 디오니소스로부터 좋은 대접을 받는다. 디오니소스가 미다스에게 소원을 들어주겠다고 하자, 미다스는 자신의 손이 닿은 것은 무엇이든 황금으로 변하게 해달라고 부탁했다. 디오니소스는 잠시 망설였지만 그 요청을 승낙했고 미다스는 그 결과에 너무나 만족해하며 기뻐했다. 그러나 미다스가 음식을 먹기 위해 손을 대는 순간 음식은 황금으로 변해버렸고, 자신의 부하와 딸 마저 황금으로 변하고 말았다. 미다스는 디오니소스에게 가서 자신의 소원을 풀어달라고 애원했다. 디오니소스는 미다스에게 팍톨루스 강에 몸을 씻으면 원상태로 돌아갈 것이라 말하였고 미다스는 디오니소스의 말대로 팍톨루스 강에 가서 몸을 씻자 황금으로 변하는 일이 사라졌다. 그 후 미다스는 부와 영화를 싫어하였고 시골에 살면서 들의 신인 판의 숭배자가 되었다.

### 암펠로스
암펠로스는 실레노스와 님프가 정을 통하여 낳은 젊은 사티로스로, 디오니소스가 짝사랑한 미소년이다. 신화에 따르면 어린 시절의 디오니소스는 암펠로스라는 같은 나이 또래의 미소년 사티로스와 어울렸다. 암펠로스를 너무나도 사랑한 디오니소스는 아버지인 제우스에게 암펠로스를 자신의 애인이라고 소개시키며 그가 가니메데스보다도 훨씬 아름답다고 비교하기까지 했다.
디오니소스와 암펠로스는 씨름을 하면서 서로의 몸을 스치며 탐하기도 했다. 디오니소스는 그와 씨름을 할 때마다 일부러 져주면서 그의 몸에 깔리는 느낌을 즐겼다. 디오니소스는 언제나 암펠로스와 함께 사냥을 다니며 그에게 용기를 불어넣었다. 다만 성난 수소를 건드리면 안된다고 주의를 주었다. 그러던 어느 날 개울가에서 물을 마시고 있는 수소를 발견한 암펠로스는 디오니소스의 당부를 잊고 수소 목에 굴레를 걸고 수소를 타기 시작했다. 이에 질투심을 느낀 셀레네는 등에떼를 내보내 수소는 미친 듯이 달리기 시작했고, 수소는 암펠로스를 언덕 위에 내던져 버렸다. 암펠로스는 결국 바위에 부딪혀 죽고 말았다.
암펠로스의 시체를 발견한 디오니소스는 그를 팍톨루스 강가 주변에 묻어 주었다. 또한 암펠로스의 무덤 위에 자신이 가장 좋아하는 포도나무를 심어 주었다. 디오니소스는 사랑하는 애인이 죽었다는 사실이 너무 고통스러워 자신도 따라 죽고 싶었지만 불멸의 신이어서 그를 따라 하이데스로 갈 수가 없었다. 슬픈 디오니소스는 계절의 여신 호라이의 위로를 받고 기운을 되찾았다. 그리고 다음날 무덤에서 자란 포도나무가 익자 디오니소스는 포도를 따 즙을 짰다. 디오니소스는 하룻동안 숙성시킨 포도즙을 여러 사람에게 맛보게 하였고 그렇게 디오니소스는 포도주의 신이 되었다. 디오니소스는 포도나무를 암펠로스라고 부르며 온 세상에 포도나무의 종자를 퍼트렸다.

### 아리아드네
아리아드네는 테세우스가 사라진 것을 알고 몹시 슬퍼하였는데 이때 낙소스에 잠시 들른 디오니소스가 나타나 슬퍼하는 아리아드네를 위로하고 그녀의 아름다운 모습에 반하여 결혼하였다. 헤시오도스를 비롯한 대부분의 전승에서 테세우스가 낙소스 섬에 잠든 아리아드네를 버리고 떠난 후 디오니소스가 그녀를 발견하여 결혼하는 것으로 묘사되지만, 몇몇 전승에서는 디오니소스가 테세우스에게 나타나 아리아드네를 낙소스 섬에 두고 떠나라고 요구했다고 전해진다. 헤로도토스에 따르면 테세우스가 아리아드네에 대해 싫증이 나서 임신한 그녀를 섬에 버리고 갔다고 한다.

### 오리온과오이노피온
오리온은 키오스 섬의 왕 오이노피온의 딸 메로페와 결혼하려 하지만 왕이 결혼을 승낙 하지 않자 강제로 메로페를 차지하려 한다. 이에 오이노피온은 디오니소스의 도움으로 오리온을 술을 먹여 깊이 잠들게 하고 그의 눈을 멀게 한다. 일설에 의하면 오이노피온은 디오니소스와 아리아드네의 아들이라고 전해진다.

### 폴림노스
올림포스의 신이 된 디오니소스는 죽은 어머니(혹은 아내 아리아드네)를 되살리고 싶어했다. 디오니소스는 하이데스를 찾기 위해 아르고스 레그네 부근의 알키오니아 호수를 찾아갔는데, 그곳에서 폴림노스라는 양치기 노인을 만났다. 폴림노스는 디오니소스가 지하세계 입구까지 안전하게 갈 수 있도록 도와주었다. 이때 폴림노스는 디오니소스에게 길을 알려준 대신 자신과 성관계를 나눌 것을 요구하였다. 휘기누스의 천문학에 따르면 폴림노스가 디오니소스의 아름다운 미모에 반해버렸기 때문이라고 한다. 디오니소스는 폴림노스에게 저승에서 어머니를 구해오는데 성공한다면 소원을 꼭 이루어 주겠다고 말하였다. 이후 디오니소스는 지하세계에서 죽은 어머니를 구해오는데 성공한다. 그러나 디오니소스가 돌아왔을 때 폴림노스는 죽어 있었다. 폴림노스의 죽음을 슬퍼한 디오니소스는 약속을 지키기 위해 무화과나무의 가지를 남근 모양으로 깎아 그의 무덤에 앉은 채 성행위를 하였다고 전해진다.

## 디오니소스교
고대 그리스에는 디오니소스를 숭배하는 종교가 있었다. 오르페우스교와 깊은 관련을 가진 이것은 주로 부녀자들이 살아있는 산짐승이나 가축, 혹은 어린아이를 제물로 바치고 일종의 광란에 빠진 상태에서 이 제물들을 산채로 뜯어먹고 그 피를 마셨다고 한다. 그리스의 비이성적인면을 보여주는 디오니소스 교는 현대 와서 고대 그리스의 연구가 지속됨에 따라 실체가 점점 드러나고 있다.

## 갤러리

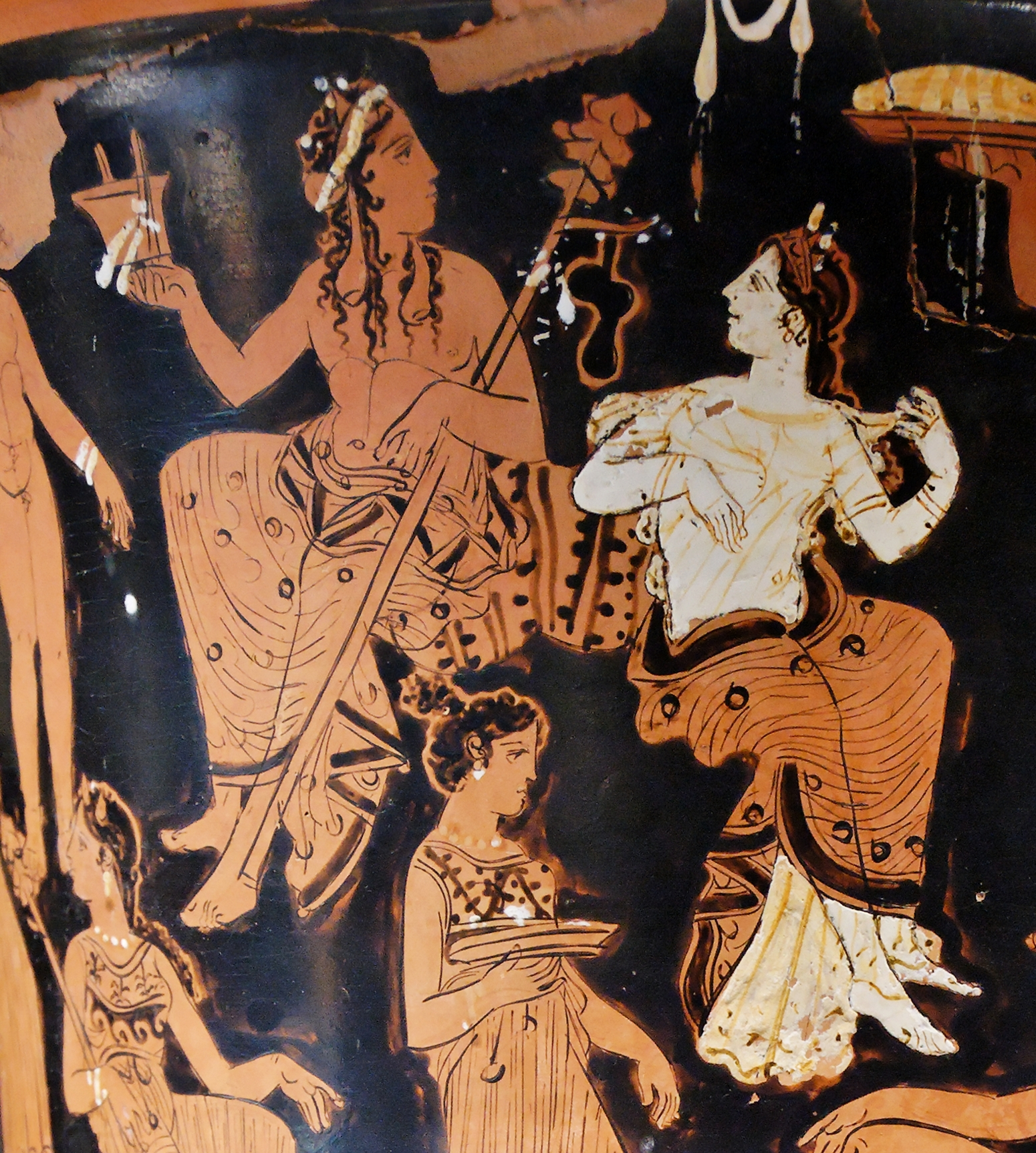
디오니소스와 아리아드네, 꽃병 그림, 기원전 400-375년, 루브르 박물관, 테베.
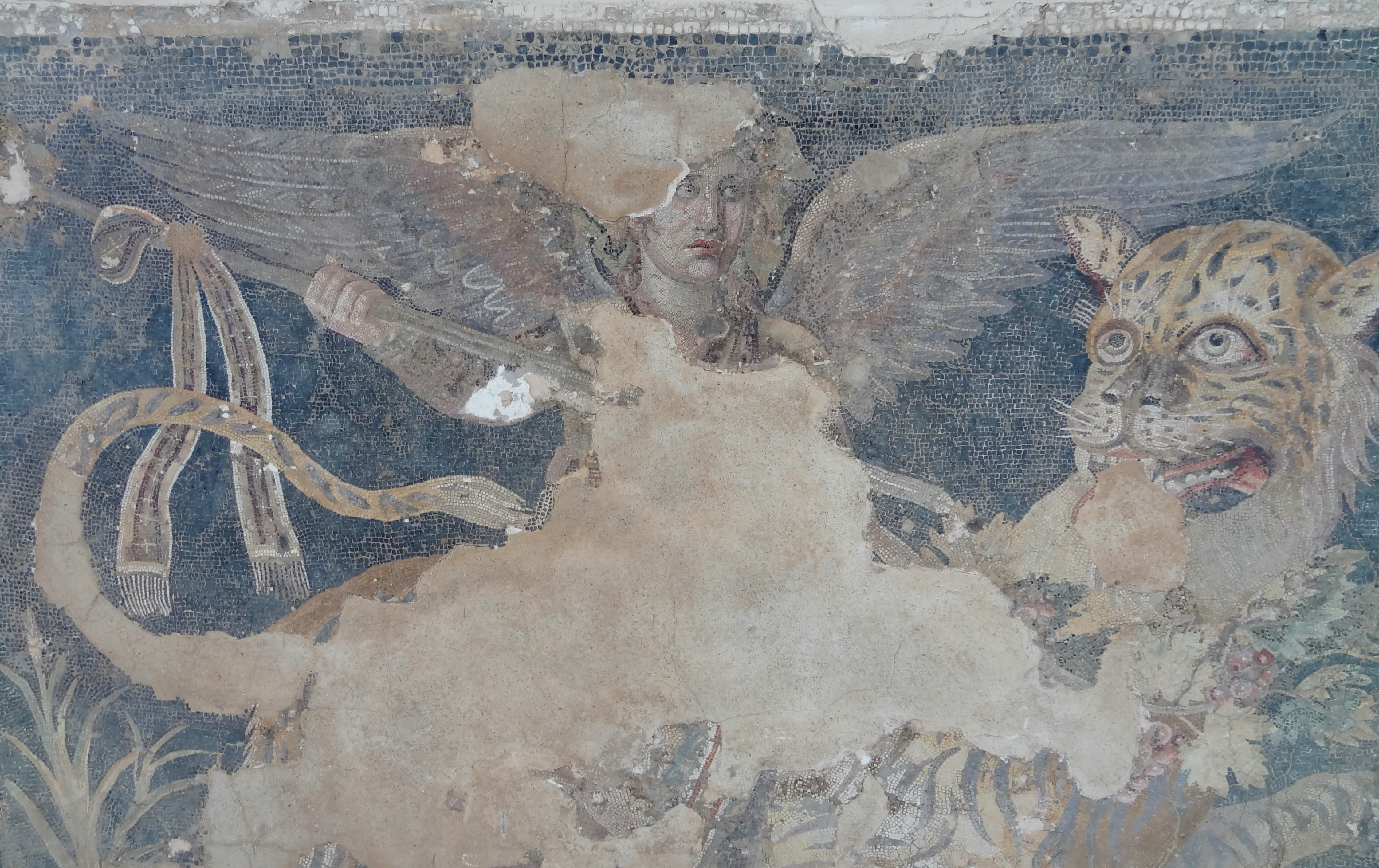
표범을 타고 있는 날개 달린 디오니소스, 델로스의 디오니소스의 집 (House of Dionysus), 기원전 2세기경 모자이크
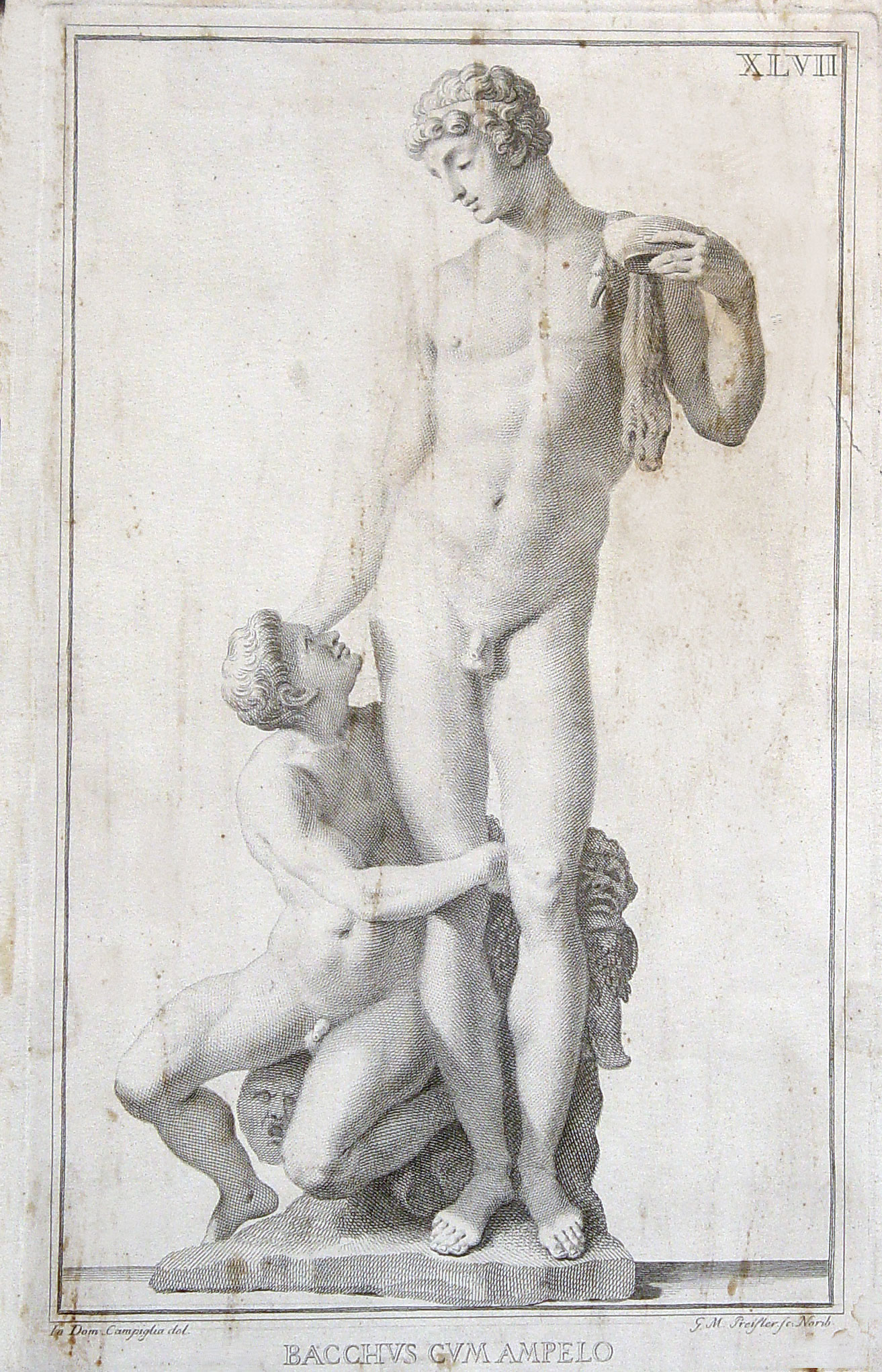
디오니소스와 암펠로스 - 지오바니 도메니코 (1692-1768년)

## 같이 보기
- 오르페우스교
- 바카날리아
- 디오니소스 극장
- 마이나스 - 디오니소스의 여신도들
- 오시리스